# Српски Алмаш
Српски Алмаш (мађ. Rácalmás) је насеље у оквиру Пештанске жупаније, у републици Мађарској. По подацима из 2010. године Српски Алмаш је имао 4.470 становника.
Српски Алмаш је познат по присутности српске мањине, некада бројније, а данас и даље присутне. У насељу постоји Српска православна црква. Школа не постоји, већ српска деца похађају основну школу и гимназију на српском језику у оближњој Будимпешти. Такође, месни Срби и даље чувају свој језик и обичаје.

## Природне одлике
Насеље Српски Алмаш налази уз Дунав, на 65 km јужно од Будимпеште. То је данас предграђе града Дунаујварош. Насеље се сместило уз десну обалу Дунава, на приближно 140 m надморске висине. Површина атара насеља је 40,65 km².

## Историја
По српском извору из 1905. године место је насељено још у 12. веку. До 19. века Српски Алмаш је имао значајну српску заједницу. Алмаш 1905. године има добре саобраћајне везе, тако поред ПТТ комуникација ту су намештене жељезничка и парабродска станица. После Првог светског рата део српског становништва се иселио у српске делове новообразване Краљевине Срба, Хрвата и Словенаца. Нови Сад је почео да расте као насеље око 1730. године, када су почели у њега да се насељавају Срби из Рац-Алмаша и других места у Угарској. О том времену сведочи новосадска Алмашка црква са истоименим гробљем.
У месту су одржавана 1841. године четири државна вашара, са терминима: 9. фебруар, 1. мај, 14. септембар и 22. новембар. Године 1860. марта месеца потопила се у Дунаву лађа пуна хране (2000 мерова пшенице) код Рац-Алмаша.

## Срби у Рац (Српском) Алмашу
Место су засновали избегли Срби 1695. године, али се због неповољних привредних услова и терора тамошње властеле већи део одселио. То су они Срби који су се спустили до Новог Сада где су основали "Алмашки крај" са црквом. Године 1704. потписао се Живан из Алмаша са "својим сиромасима", на неком документу. Око 1740. године српски војници суботички су заклали камералног подложника у Алмашу, и кућу му опљачкали. Други пут 1748. године у Табану су се потписали "Биров и ешкути места Алмаша". Око 1730. године су почели да се исељавају Срби из Рац-Алмаша и других места у Угарској, ниже у Бачку.
Вознесењска стара црква постојала је у 17. веку. Обновљена је или президана после велике сеобе Срба. На садашњој малој цркви (по димензијама) постављене су старе црквене двери из 1742. године, са композицијом "Стабло Јелисејево". Изнад двери је икона "Света Тројица" дело сликара Арсе Теодоровића, са почетка 19. века. По државном шематизму православног клира у Угарској из 1846. године, "Racz-Almas" је место у Будимској епархији. У њему је православно парохијско звање основано 1740. године, а црквене матрикуле се воде од 1756. године (или 1794?). У месту је православна црква посвећена празнику Вазнесењу Господњем, грађена 1852. године. У Српском Алмашу је 1846. године било 134 православна парохијана, и парох Гаврило Јовановић.
Купци претплатом једне интересантне књиге били су 1829. године Срби житељи Алмаша: поп Георгије Миликшић администратор (ту и 1826), Димитрије Цвејић учитељ, Константин Адамовић трговац, три даме из породице Каран и попадија Персида "љубитељница књига". Мађарско-српску граматику узео је претплатом 1833. године Димитрије Цвејић учитељ месни.
Коларовић српски трговац у Рац Алмашу 1855. године је поседовао један вредан стари документ.
Године 1865. године били је алмашкој парохији шесте платежне класе, било је 138 православних парохијана. По Витковићевом извештају у Алмашу је 1847. године било 134 Србина, а две деценије касније 1867. године било 133 житеља. Око 1880. године свештеник у Српском Алмашу био је поп Корнел Чупић. Јелена Боздина, рођена Сентадрејка велика добротворка, приложила је пре 1884. године 200 ф. рац-алмашкој српској цркви. Поп Георгије Јанковић је 1893. године парох алмашки, награђен са правом ношења црвеног појаса. Администратор парохије у Рац-Алмашу је млади поп Никола Пајић (1901—1905).
Још 1745. године то место годишње даје по 15 ф. за издржавање српске школе. Ради 1846. године и народна школа, чији је директор Константин Адамовић трговац месни. Школске деце има те године 15, а са њима ради учитељ Милош Бешлић. У Алмашу наводно 1861. године није никог било ко би знао српски писати, зато је фоишпан издао прокламацију на мађарском језику(?). У Рац-Алмашу је 1864. године био учитељ Петар Николић. Ђорђе Суботиновић је био учитељ алмашки 1882. године. Плата учитеља на конкурсу из 1883. године чинила је само депутат (све у натури). Расписан је стечај за упражњено место српског учитеља у Рац-Алмашу 1884. године, са платом пола сесије земље и од брачног пара по 1,20 ф. Тада је поп Григорије Амиџић парох и председник школског одбора. Основна школа у Српском Алмашу је 1888. године врло сиромашна, за њу богати појединци купују тих година претплату на "Школски лист". Сиромашног алмашког учитеља Илију Тошковића помажу са стране. Алмашки учитељ 1894. године је Петар Милетић. За православни Школски фонд, из места Рац-Алмаша било је 1895. године - 19 приложника. Из расписаног стечаја за учитеља из 1898. године види се да је годишња плата у новцу врло мала, само 36 ф. 57 новчића, а да би преживео морао је да се "бакће" са припадајућом половином сесије земље. Године 1905. ту је српска вероисповедна школа у здању грађеном 1855. године. Учитељ је био Стојан Јанковић родом из Старе (Бачке) Паланке, као привремен и тек приспео. Ученика је врло мало: редовну наставу похађа њих пет, а недељну школу још три старија ђака. У српској вероисповедној школи у Српском Алмашу, од 1907. године је привремена учитељица Ирина Петровић. Отворило се у вези са тим питање од стране државе. Држава је тражила да се црквена општина изјасни шта жели. Ако жели за својих девет ученика да има српску учитељицу онда мора школу по пропису опремити и сталног учитеља изабрати. У Рац-Алмашу је било више државних школа, па по њима нема потребе да постоји, јер је неекономична, вероисповедна школа. Црквена општина је сматрала да не може изабрати сталног учитеља, већ ће сваке године расписивати конкурсе. А што се тиче броја ученика, у ситуацији када има мање од 30 ђака, учитељ само неће добијати припомоћ.
По српском извору из 1905. године Српски Алмаш је велика општина али са врло мало Срба. Живело је ту 3992 становника у 646 домова. Али Срба православаца је 73 који живе у 12 кућа. О Србима бригу воде православна црква и народна школа. Црквена оштина је у месту, скупштина је редовна, председник је поп Никола Пајић. Црква је у добром стању, уређена је порта а има и српско православно гробље. То је парохија најниже шесте класе, има парохијски дом и земљишни посед од 44 кј. Постоји при цркви хуманитарна Заклада Константина Аврамовића, намењена за црквене потребе. Парох Пајић је родом из Петриње, и служи четири године у месту.
Дочекали су Алмашки Срби пред Први светски рат тешке тренутке. У то време изгубили су своју школу јер је нису били кадри издржавати. Онда је запретила опасност да остану и без православне цркве. Дошла је на ред 1914. године оправка цркве за шта је требало обезбедити 6000 круна. Како је то мала и сиромашна заједница, са тек неколико породица, обратили су се преко новина српству. Први људи те црквене општине потписали су потресни апел: Димитрије Вукајловић председник, Сава Вукајловић потпредседник и парох поп Стефан Ђорђевић.
Почетком 21. века у Рацалмашу у старом језгру насеља је српска православна Вознесенска црква. Првобитна црква је изгорела у пожару у другој половини 18. века. Претпоставља се да је 1773. године грађена мања, привремена богомоља. Данашњи храм је грађен 1852. године, а торањ дозидан 1891. године. Иконостас је једноставне грађе и садржи иконе разних епоха укомпованих. Српско православне гробље је у центру места, притешњено између кућа. Ограђено је и добро одржавано, са централним дрвеним крстом. Регистровано је 42 стара споменика, међу којима има неких епитафа и на мађарском језику.